# Qarghayi (huyện)
Qarghayi là một huyện thuộc tỉnh Laghman, Afghanistan. Dân số thời điểm năm 1999 là 93,445 người.